# Пеко Дапчевић
Пеко Дапчевић (Љуботињ, код Цетиња, 25. јун 1913 — Београд, 10. фебруар 1999) био је учесник Шпанског грађанског рата и Народноослободилачке борбе, генерал-пуковник ЈНА, друштвено-политички радник и дипломата. Дапчевић је био амбасадор СФРЈ, јунак социјалистичког рада и народни херој Југославије. У периоду од 1953. до 1955. обављао је функцију Начелника Генералштаба Југословенске народне армије.

## Биографија
Рођен је 25. јуна 1913. године у селу Љуботињ, код Цетиња. Потиче из свештеничке породице Јована Дапчевића. Имао је три брата — Влада, Драга и Милутина и сестру Даницу. Још као гимназијалац на Цетињу учествовао је у два штрајка, а као ученик осмог разреда био је ухапшен због активног учешћа у манифестацијама омладине.
По завршетку гимназије, уписао се на Правни факултет у Београду и убрзо, у својој двадесетој години, 1933. постао члан Комунистичке партије Југославије (КПЈ). Три године касније вратио се у свој родни крај и као члан Окружног комитета КПЈ за Цетиње радио је на стварању и јачању партијских организација.

### Шпански грађански рат
У мају 1937. године, Пеко је отишао у Шпанију, како би се у Шпанском грађанском рату борио против Франкових националистичких снага. После краће обуке он је, као борац-митраљезац, био у батаљону „Димитров” 15. интернационалне бригаде. На фронту Брунете, код Мадрида, рањен је у главу. После изласка из болнице постао је политички делегат вода и убрзо политички комесар чете.
Ускоро је у борбама испољио своје војничке способности и постао командир чете. На фронту код Ебра поново је рањен у главу, а 1938. године рањен је трећи пут у руку. У разним борбама (Кинто, Белчите и Каталонија) испољио је високе ратничке способности. За кратко време напредовао је од десетара до поручника Шпанске републиканске армије, борећи се још у редовима Балканског и Специјалног ударног батаљона. Коначно, имао је чин капетана.
Када је фебруара 1939. године, после пораза Шпанске републиканске армије, са осталим добровољцима прешао француску границу, чекали су га концентрациони логори. Реакција Француске бацила га је, заједно са осталим борцима Интернационалних бригада, у концентрациони логор у Аржелеу (фр. Argelès). Француска полиција га је, заједно с групом његових пријатеља из Шпаније, затворила у тврђаву Кољуре. У логору је остао до октобра 1940. године. Тада су Пеко Дапчевић и Фадил Јахић Шпанац добили задатак да побегну из логора и да организују бекство осталих другова. У вези с тим, Пеко Дапчевић је у априлу 1941. године отишао на рад у Аустрију, одакле је организовао бекство и пребацивање другова у Југославију.

### Народноослободилачка борба
Одмах после повратка у Југославију, ухапшен је у Сомбору и спроведен за Црну Гору, али је успео да побегне са станице у Никшићу. Ту се повезао са члановима Месног комитета КПЈ за Никшић и активно учествовао у припремама за устанак.

#### Устанак у Црној Гори
У првим данима Тринаестојулског устанка налазио се на функцији члана Окружног комитета КПЈ за Цетиње и команданта Ловћенског партизанског одреда. У борби на Кошћелама (на путу Цетиње–Ријека Црнојевића) 15. јула 1941. године, под његовом командом је најпре уништена моторизована колона, а потом и моторизовани батаљон италијанске дивизије „Месина”.
Био је члан, а извесно време и заменик команданта, Главног штаба НОП одреда за Црну Гору, од његовог формирања августа 1941. године. Као члан Главног штаба и командант Ловћенског партизанског одреда дао је велики допринос стварању и учвршћивању партизанских јединица, извођењу борбених подухвата и развоју Народноослободилачког покрета (НОП) у Црној Гори.
У време кризе устанка на подручју Колашина, у зиму и пролеће 1942. године, као заменик команданта Главног штаба, објединио је команду на партизанским ударним батаљонима и одредима на овој територији. Ове снаге су на Сињајевини, на подручју Морача–Колашин, у Пољима, водиле дуге и тешке борбе са знатно бројнијим четницима, које су помагали Италијани.
Почетком априла 1942. године постављен је за команданта Главног штаба НОП одреда за Црну Гору и Боку, а маја исте године именован је за члана Врховног штаба НОП и ДВЈ. Од тада до 10. јуна, црногорске јединице су под његовом командом водиле изузетно тешке борбе на ширем подручју Црне Горе с неколико италијанских дивизија, бројним четничким јединицама и снагама црногорских зеленаша. Борбе у пољима Колашинским, на Сињајевини и Дурмитору, око Никшића, на путу Никшић–Грахово и Цетиње–Грахово спадају и по ангажованим снагама и по жестини у најтеже борбе у Трећој непријатељској офанзиви.

#### Поход у Босанску Крајину
Када је, 11. јуна 1942. године формирана Четврта пролетерска црногорска ударна бригада, Пеко је именован за њеног команданта. Под његовом командом бригада је учествовала у походу на Босанску Крајину. До средине јула, заузела је Хаџиће (на прузи Сарајево–Мостар), Горњи Вакуф и водила борбе на сектору Бугојна. У августу је извршила два снажна напада на јако утврђени Купрес и претрпела тешке губитке. После овога водила је борбе с јаким немачким снагама на Мањачи, затим је у септембру учествовала у нападу на Јајце, а потом је учествовала у жестоким борбама на правцима Јајце–Доњи Вакуф и Јајце–Травник. У октобру је учествовала у ослобођењу Мркоњић-Града.
Када су 1. новембра 1942. године формиране прве дивизије НОВЈ, Пеко Дапчевић је постављен за команданта Друге пролетерске дивизије. Од тада до средине септембра 1943. године, под његовом командом Друга дивизија је учествовала у најтежим борбама на југословенском ратишту. Од новембра 1942. до фебруара 1943. године дивизија је дејствовала на ширем граничном појасу између Босне и Далмације. У новембру је разбила непријатељске снаге на сектору Книн–Босанско Грахово, 14. децембра ослободила Ливно, потом напала Купрес, ослободила Шујицу и Дувно и водила борбе на правцу Дувно–Имотски; крајем децембра 1942. и почетком јануара 1943. године дивизија је извела успешна офанзивна дејства у Цетињској крајини.

#### Битка на Неретви
У време битке на Неретви Друга дивизија, је имала веома важну улогу. У фебруару је учествовала у ослобођењу Посушја и Имотског, продрла у долину Неретве, ослободила Дрежницу и Јабланицу, и делом снага учествовала у нападима на Коњиц. Хероизам њених бораца и успеси штаба и команданта посебно су дошли до изражаја у тешким борбама крајем фебруара и почетком марта 1943. године. Главнина снага дивизије учествовала је у одбрамбеним борбама на правцу Горњи Вакуф–Прозор и у чувеном противудару код Горњег Вакуфа, а други део снага је водио тешке одбрамбене борбе на Неретви. Друга пролетерска дивизија је прва форсирала Неретву, марта 1943. године и задала снажан удар четницима. Од тада су почела њена офанзивна дејства на исток, Главнина дивизије је наступала правцем Чичево–Главатичево–Калиновик–Фоча и учествовала у више тешких борби и разбијању снажних четничких групација, а други део снага је ангажован на борбама у Херцеговини.
У сарадњи са Првом дивизијом, Друга дивизија је форсирала Дрину, надјачала италијанско-четничке снаге јачине неколико хиљада и ослободила северну Црну Гору. У садејству са Трећом дивизијом у борбама на Јаворку и Биочу разбила је италијанско-четничке снаге, такође јачине неколико хиљада.

#### Битка на Сутјесци
У време Пете непријатељске офанзиве Друга дивизија је најпре водила тешке борбе са Првом немачком брдском дивизијом, на сектору Мојковца и Колашина, потом учествовала у стварању мостобрана на Вучеву и у тешким борбама на Јаворку пивском. У борбама у долини Сутјеске њене бригаде су играле одлучујућу улогу у нападима на Кошур и у одбрани на Барама. У време пробоја на Зеленгори изузетно значајне су одбрамбене борбе на Љубином гробу и Кошути, и продор према комуникацији Фоча–Калиновик.
Октобра 1943. године Пеко је постао командант Другог ударног корпуса НОВЈ. Под његовом командом корпус је постао једна од најјачих јединица НОВЈ. У јесен 1943. године учествовао је у ослобођењу већег дела територије Црне Горе, Херцеговине и Санџака. Потом корпус је водио тешке борбе у Лимско-дринској операцији, у пролеће 1944. године извео Мојковачку операцију и друге подухвате за одбрану слободне територије Црне Горе и Санџака, а током лета учествовао у Андријевичкој операцији.

#### Ослобођење Београда
Јула 1944. године Пеко је именован за команданта Оперативне групе дивизија, с којом је продро у Србију и ослободио знатну територију у сливу Јужне и Западне Мораве. Септембра 1944. године командовао је Првом армијском групом, која је извела операције за ослобођење западне Србије и Шумадије и Београдску операцију.

#### Пробој Сремског фронта
Првог јануара 1945. године Пеко Дапчевић је именован за команданта Прве армије ЈА. Прва армија је водила борбе на Сремском фронту и 12. априла извршила пробој. У завршним операцијама за ослобођење Југославије, армија је ослободила знатан део Славоније и Хрватске, продрла у Словенију и са Трећом армијом на сектору Цеље–Марибор разбила и заробила главне немачке и колаборационистичке снаге, под командом генерала Александера Лера (јачине око 300.000 људи).

### Послератни период
Маја 1945. именован је за команданта Четврте армије и команданта Војне управе у Истри. У току рата био је члан Антифашистичког већа народног ослобођења Југославије (АВНОЈ) и члан Председништва Црногорске антифашистичке скупштине народног ослобођења (ЦАСНО).
Од 1946. до 1948. завршио је Вишу војну академију „Ворошилов” у Москви. Док је био на школовању заједно са Арсом Јовановићем 16. децембра 1947. године, унапређен је у чин генерал-пуковника. После повратка из Совјетског Савеза, налазио се на месту Главног инспектора Југословенске армије, до 8. маја 1949. године. Потом је до 27. јануара 1953. био заменик, а од јануара 1953. до 29. априла 1955. Начелник Генералштаба ЈНА. После демобилисања 1955. у чину генерал-пуковника ЈНА, био је члан Савезног извршног већа (СИВ), као Савезни секретар за саобраћај и везе ФНРЈ, од 1955. до 1961. године, као и амбасадор СФРЈ у Краљевини Грчкој, од 1961. до 1965. и учесник великог броја дипломатских мисија. Био је потпредседник Скупштине СФРЈ, од 1974. године.
Био је посланик Привремене народне скупштине и Уставотворне скупштине ДФ Југославије, а за посланика Савезне скупштине и Скупштине СР Црне Горе биран је више пута. На Седмом и Осмом конгресу СКЈ биран је за члана Централног комитета СКЈ. Био је члан Председништва ССРН Југославије, Главног одбора СУБНОР-а Југославије и Савета федерације. Био је први председник Кошаркашког клуба „Партизан”, од 1945. до 1948. године.
Када су 1. маја 1943. године уведени први официрски чинови у НОВЈ, произведен је у чин генерал-мајора, 1944. у чин генерал-лајтнанта, а 1947. у чин генерал-пуковника. Заједно је са Кочом Поповићем на четрдесетогодишњицу ослобођења 9. маја 1985. године од стране Председништва СФРЈ, предлаган за унапређење у чин генерала армије. То унапређење је сматрано као награда за њихово изузетно командовање армијским јединицама у завршним операцијама за ослобођење Југославије. Од стране обојице овај предлог је одбијен.
Дапчевић је 1963. и 1967. продао луксузни намештај са Белог двора, у поседу краљевске породице Карађорђевић, брачном пару из Београда, за 13 милиона.
Преминуо је 10. фебруара 1999. у Београду. Сахрањен је по сопственој жељи на обичној парцели на београдском Новом гробљу, иако му је припадало место у Алеји заслужних грађана и Алеји народних хероја.

## Одликовања
Октобра 1945. године на годишњицу ослобођења, проглашен је за првог почасног грађанина Београда. Добитник је Награде АВНОЈ-а. Носилац је Партизанске споменице 1941. и више других високих југословенских одликовања, међу којима су — Орден народног ослобођења, два Ордена ратне заставе, Орден партизанске звезде првог реда и Орден за храброст. Орденом народног хероја одликован је 22. октобра 1945, а Орденом јунака социјалистичког рада 19. маја 1981. године. Носилац је и совјетских Ордена Суворова првог степена и Ордена Кутузова првог степена.
Поводом обележавања 70. годишњице ослобођења Београда, одлуком Градске скупштине Београда, део Кумодрашке улице у општини Вождовац од 18. септембра 2014. носи име Булевар Пеке Дапчевића.

## Лични живот
Дапчевићева породица је учествовала у Народноослободилачкој борби, али су се после сукоба КПЈ и Информбироа, Пекова браћа — Владо и Милутин изјаснили за Резолуцију Информбироа, због чега су били ухапшени и осуђени на вишегодишње казне затвора.
Његова супруга била је глумица Милена Врсајков Дапчевић, са којом има ћерку Милицу и сина Вука.

## Песме о Дапчевићу
| О Пеку Дапчевићу Црна Гора једва чека Дапчевића друга Пека. 'Ајде Пеко 'ајде рисе, Црној Гори пожури се. Иде Пеко од Дробњака, За њим иде војска јака, Па га ето кроз језера Са корпусом пролетера. Иде Пеко к'о машина Пут крвава Колашина. Јаше Пеко на зеленка- Коме баста нека чека! Дапчевићу, генерале, Наше су те горе дале! Што је онај црвен пламен Што разбија студен камен? Оно су ти љуте змије Из Пекове дивизије! | Хајде Пеко Хајде, Пеко, хајде рисе, Црној Гори пожури се! Хајде, Пеко, ђе си, ђе си, На Дурмитор топ изнеси! Два три пута нека груне, Црна Гора нека чуне. Ето Пека про Језера Са корпусом пролетера. Куд Пекова војска креће, Ни тврђаве остат' неће. Ој четници, црни врани, Црни су вам дошли дани! Црни су вам дошли дани: Иду на вас партизани! |

## Дела
- Рат у Кореји, Београд, 1951;
- Значај и снага маневра, Београд, 1954;
- Како смо водили рат, Београд, 1956;
- Тактика партизанских одреда и бригада, Београд, 1961;
- Мале ратне приче, Београд, 1961;
- Од Пиринеја до Цетиња, Београд, 1981. и
- Казивања о Београдској операцији;
- За Београд, 1984.
- Огледи из војне мисли, 1986.

## Галерија
- Пеко Дапчевић (други слева, горе), са југословенским рањеницима у Шпанији, 1937. године
- Пеко Дапчевић (доле десно) у концентрационом логору Гирс у Француској са друговима, 1939. године
- Пеко Дапчевић, 1942. године
- Пеко Дапчевић са омладинцима Друге пролетерске бригаде, 1942. године
- Митар Бакић (лево) и Пеко Дапчевић саслушавају немачког мајора Штрекера, 1943. године
- Пеко Дапчевић у Колашину, 1943. године
- Пеко Дапчевић врши смотру у Пљевљима, 1943. године
- Пеко Дапчевић спава на шаторском крилу након марша, 1944. године
- Саво Дрљевић и Пеко Дапчевић, 1944. године
- Пеко Дапчевић (десно) на Копаонику, са совјетским потпуковником Јешукином, 1944. године
- Коча Поповић, Пеко Дапчевић и Коста Нађ, 1944. године
- Пеко Дапчевић (други здесна, иза Тита) на Сремском фронту, 1945. године
- Пеко Дапчевић, Владимир Велебит и фелдмаршал Харолд Александер на Сремском фронту, 1945.
- Пеко Дапчевић, 1976.
- Орден народног хероја Пека Дапчевића, изложен у Војном музеју у Београду
- Гроб Пека Дапчевића на Новом гробљу у Београду